# Olele
Olele è una circoscrizione rurale (rural ward) della Tanzania situata nel distretto di Rombo, regione del Kilimangiaro. Conta una popolazione di 6 723 abitanti (censimento 2012).